# Masmoberget

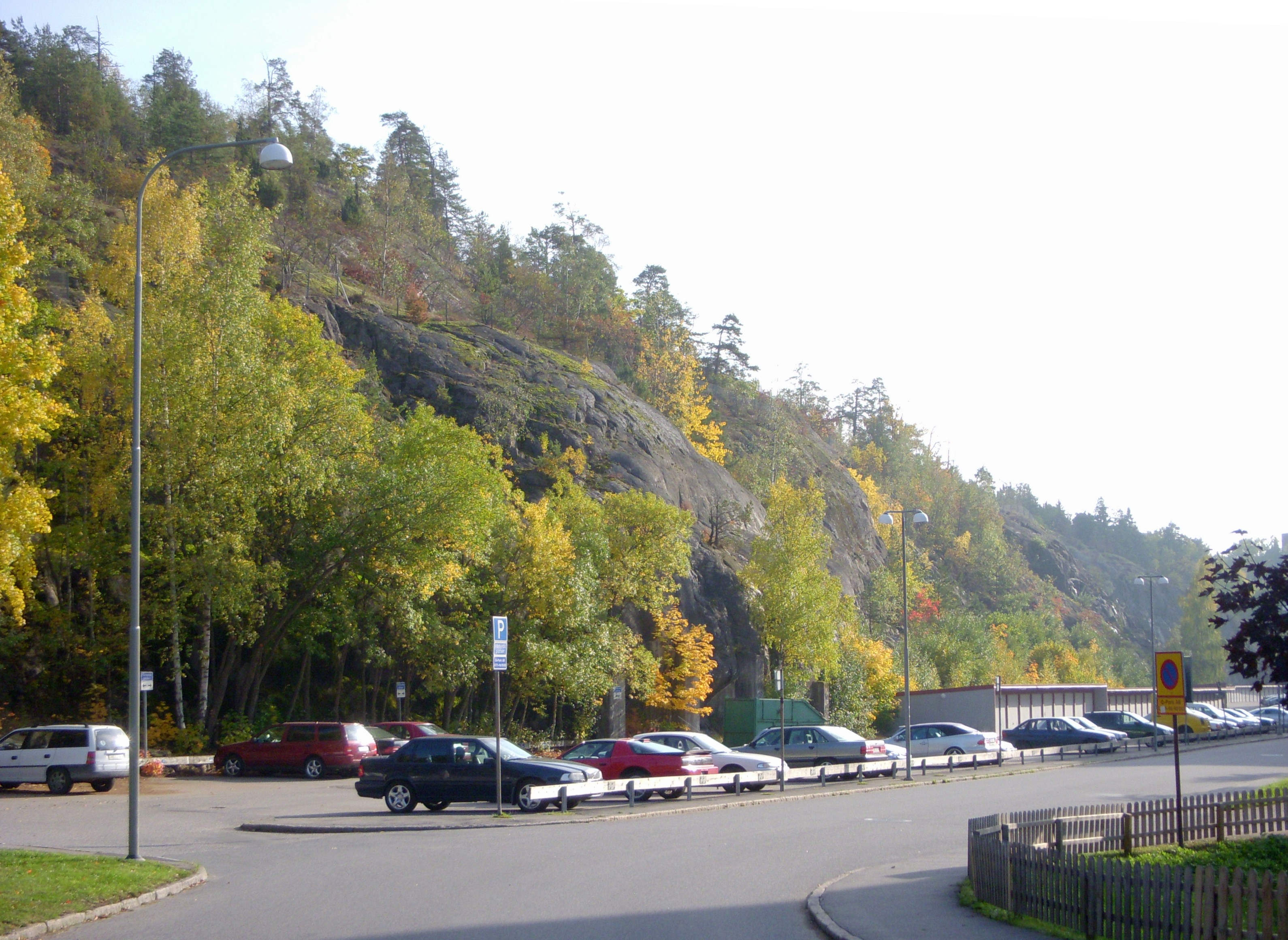
Masmoberget från Solhagavägen, 2010.

Masmoberget (även kallad Masmoplatån) är ett berg och ett naturområde i Masmo, Huddinge kommun, Stockholms län. 

## Berget
Masmoberget är en långsträckt bergsrygg vars högsta höjd ligger 94,10 meter över havet och är därmed Vårbys högsta punkt. Bergsryggen bildade under många år den sydvästra gränsen för Gömmarens naturreservat. I juni 2010 bestämde Huddinge kommunfullmäktige att cirka 90 procent av Masmobergets område skall införlivas i naturreservatet. Berget skyddas därmed från exploatering och framtida bebyggelse. Frågan hade diskuterats i mer än 40 år.

## Bilder

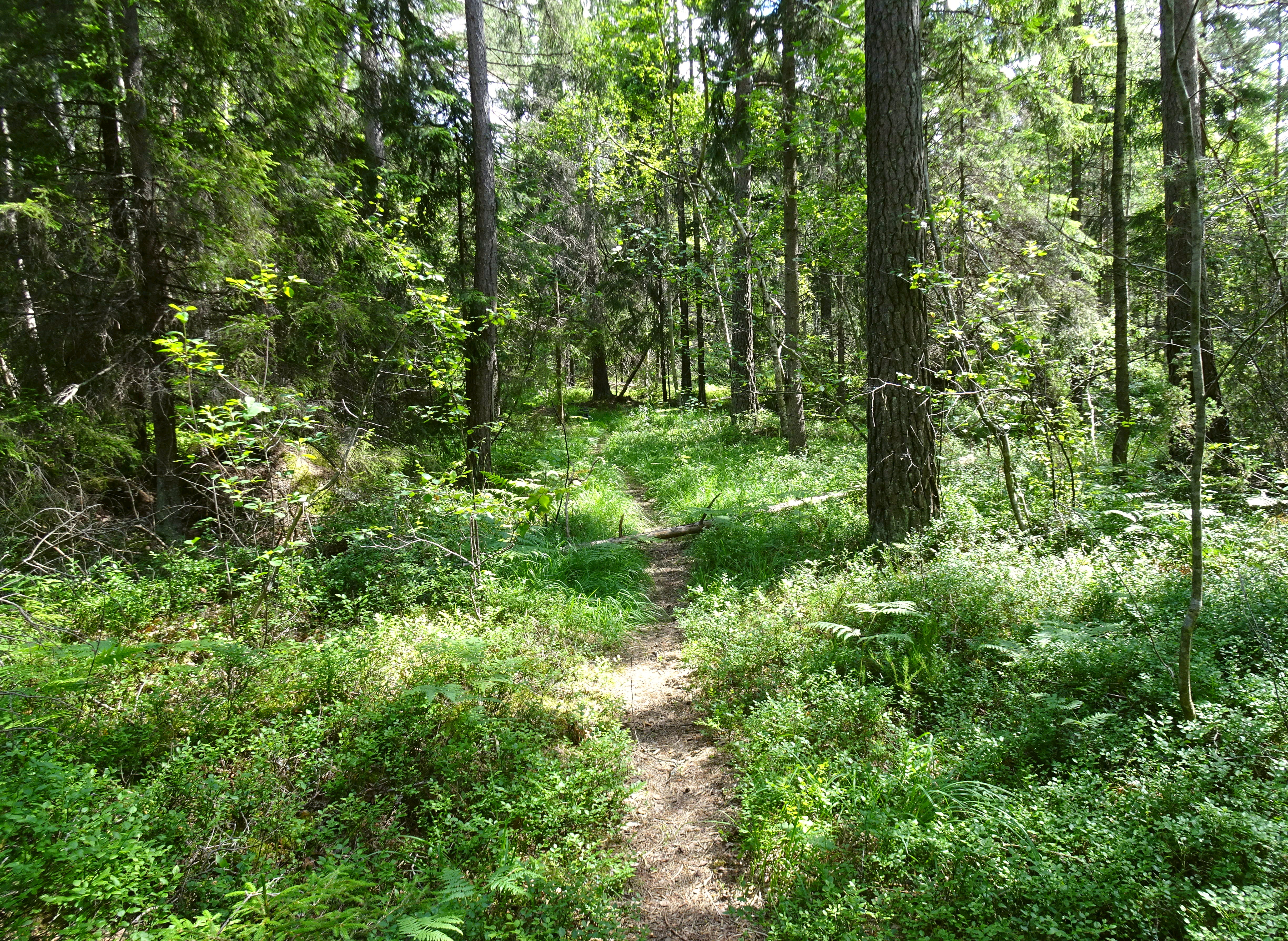
Vandringsled genom området
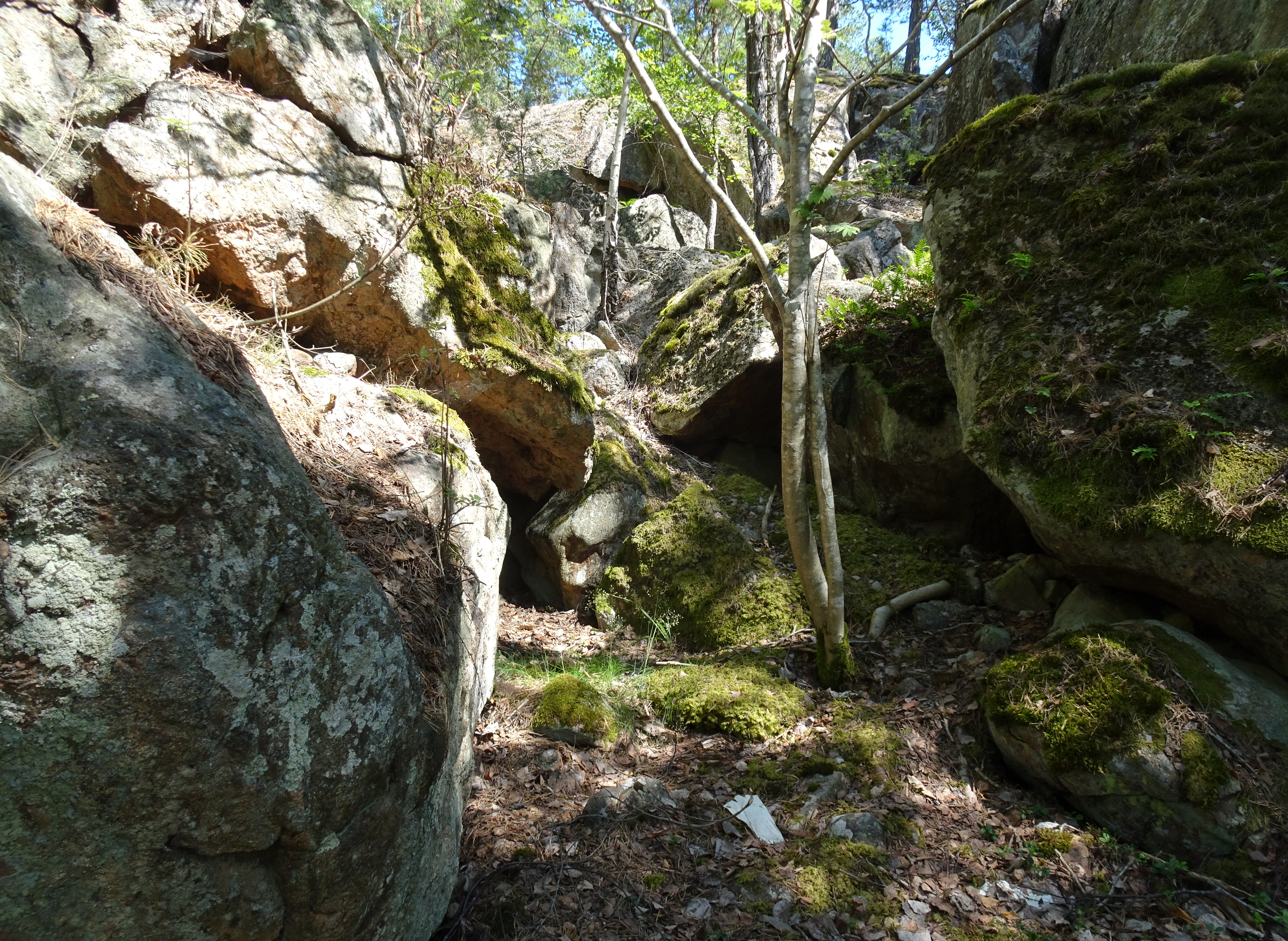
Flyttblock på Masmobergets norrsida
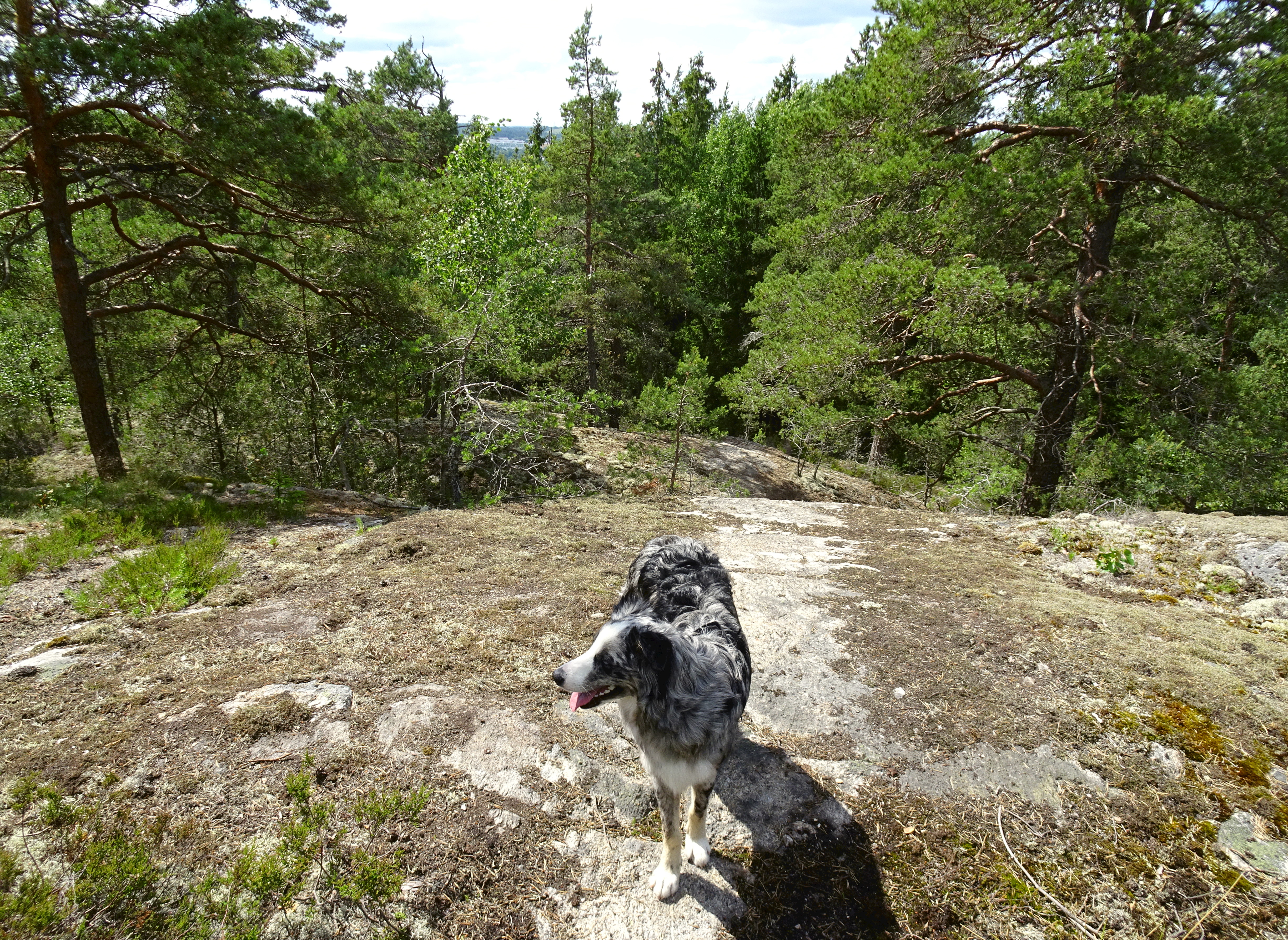
På Masmobergets topp
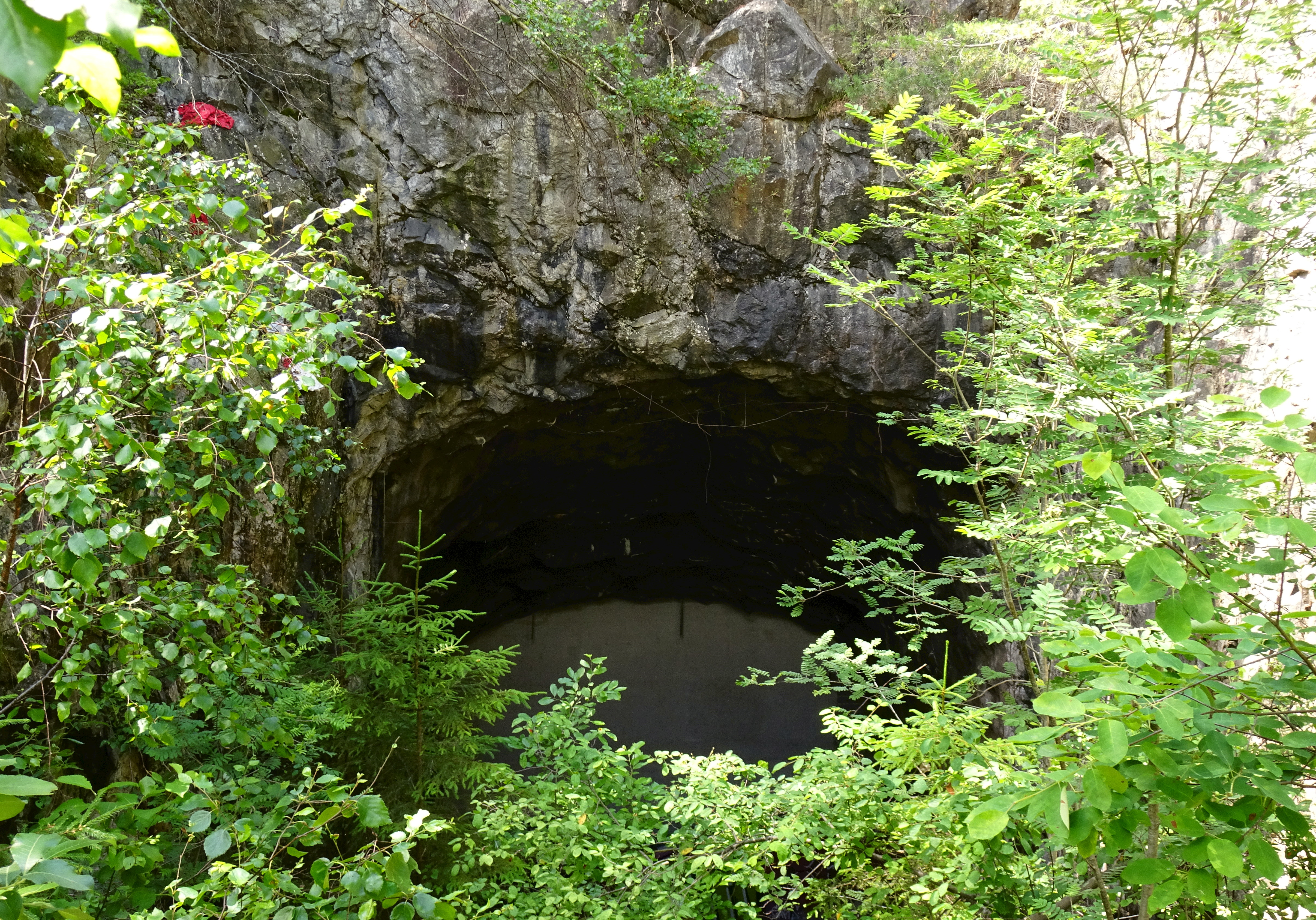
Den ofullbordade uppgången från Masmo T-banestation
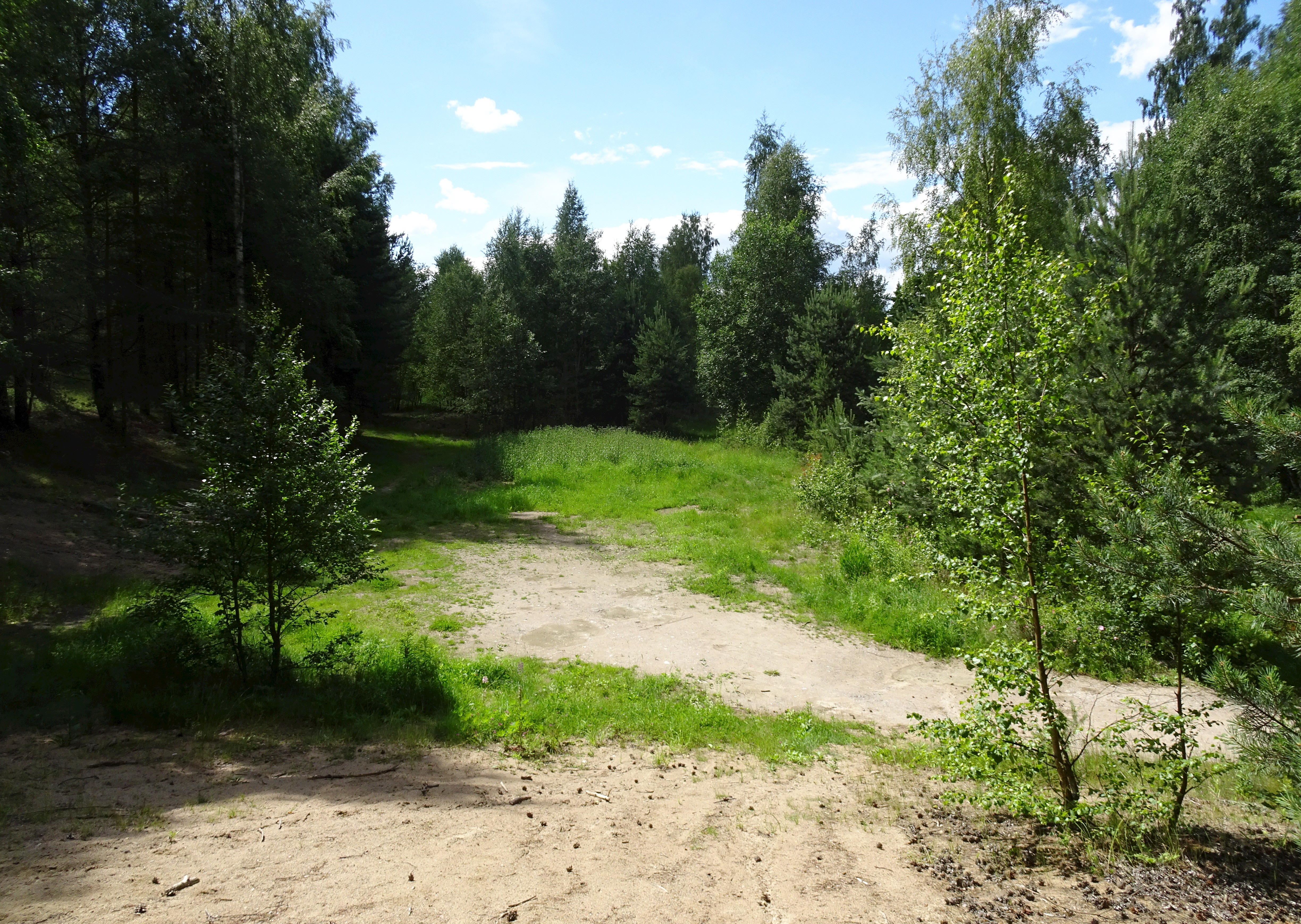
Platsen för Hagaskolan

## Hagaskolan
Vid slutet av Masmobergets norra sluttning låg Hagaskolan, som var en låg- och mellanstadieskola, invigd 1968 och nedlagd samt riven 1996. Skolan var uppförd i form av fem paviljonger samt en gymnastikhall och besöktes av ungefär 200 elever. Idag återstår terrasseringar i terrängen och en kort, avstängd vägstump som tidigare hette Haga skolväg. Några av de gamla paviljongerna återfinns idag vid Vistaskolan i kommundelen Fullersta.

## Tidigare byggplaner
När röda linjens Botkyrkagren planerades i slutet av 1960-talet fanns även planer på att uppföra ett bostadsområde på Masmoberget. Bostadsområdet realiserades aldrig men en uppgång och ett hisschakt från tunnelbanestationen Masmo spränges ut. På berget syns spåren var nedgången var planerad i form av ett djupt dike, en tunnelmynning och upplagd sprängsten. År 2016 aktualiserades frågan om ett bostadsområde på Masmoberget på nytt, denna gång av Stockholms handelskammare som förordade bygget av 10 000 bostäder i Gömmarens naturreservat.
I samband med utbyggnad av Södertörnsleden (länsväg 259) planerades en 1 km lång tunnel genom Masmoberget, som en del av Masmolänken. Byggstart var ursprungligen planerat till år 2013 men Trafikverket lade ner projektet.